# Endeis (genre)
Pour les articles homonymes, voir Endeis.
Genre
Endeis est un genre de pycnogonides de la famille des Endeidae.

## Liste des espèces
Selon PycnoBase :
- Endeis australis (Hodgson, 1907)
- Endeis biseriata Stock, 1968
- Endeis boehmi (Schimkewitsch, 1890)
- Endeis charybdaea (Dohrn, 1881)
- Endeis clipeata Mobius, 1902
- Endeis flaccida Calman, 1923
- Endeis holthuisi Stock, 1961
- Endeis leviseminentia Takahashi, Dick & Mawatari, 2007
- Endeis meridionalis (Böhm, 1879)
- Endeis mollis (Carpenter, 1904)
- Endeis nodosa Hilton, 1942
- Endeis pauciporosa Stock, 1970
- Endeis procera (Loman, 1908)
- Endeis raleighi Bamber, 1992
- Endeis spinosa (Montagu, 1808)
- Endeis straughani Clark, 1970
- Endeis viridis Pushkin, 1976
- Endeis didactyla Philippi, 1843
- Endeis ghaziei Rajagopal, 1963

et
- Endeis difficilis Müller & Krapp, 2009

## Référence
- Philippi, 1843 : Uber die Neapolitanischen Pycnogoniden. Archiv für Naturgeschichte, vol. 1, n. 9, p. 175–182 (texte original).